# Pellobunus insularis
Pellobunus insularis – gatunek kosarza z podrzędu Laniatores i rodziny Samoidae.

## Występowanie
Gatunek wykazany z Kostaryki oraz Panamy.